# Tamarin
Tamarin – miasto na Mauritiusie; stolica dystryktu Black River. Według danych szacunkowych, w 2014 roku liczyło 3991 mieszkańców